# ألبيرت دالماو
ألبيرت دالماو مارتنيز، من مواليد 16 مارس 1992 بـ سيلس ، مقاطعة خيرونا، المعروف بـ Dalmau هو لاعب كرة القدم إسباني، يلعب حالياً مع FCBarcelona B في الدرجة الثانية، ويشغل مركز الظهير الأيمن .
دالماو من بين لاعبي لاماسيا الممُتازين بحيث يمتاز بطريقة لعبه الجميلة ودائماً ما كان أساسياً في جميع فرق برشلونة الفرعية وعادةً ما يلعب ألبيرت كظهير أيمن نظراً لقوّته الدفاعية والهجومية أيضاً، وليس من الغريب أنّ بعض المشجعين يقارنوه مع داني ألفيس. اللاعب الناشئ في برشلونة تمّ إستدعاءه من طرف بيب جوارديولا في فبراير 2010 ضدّ أتلتيكو مدريد.

## روابط خارجية
- ألبيرت دالماو على موقع الاتحاد الدولي (مؤرشف)  (الإنجليزية)
- ألبيرت دالماو على موقع قاعدة بيانات كرة القدم.إي يو (الإنجليزية)
- ألبيرت دالماو على موقع Soccerbase.com (لاعب) (الإنجليزية)
- ألبيرت دالماو على موقع Soccerway.com (الإنجليزية)
- ألبيرت دالماو على موقع AS.com (الإسبانية)